# David Hemingson
David Byron Hemingson (* 26. Juli 1964 in New Haven, Connecticut) ist ein US-amerikanischer Drehbuchautor und Filmproduzent.

## Leben
David Hemingson wurde 1964 als Sohn des Seemanns und Englischlehrers Richard Helge Hemingson und der Krankenschwester Loretta (Gora) Hemingson in New Haven geboren. Seine Eltern ließen sich 1969 scheiden.
Er besuchte bis 1982 die Watkinson School in Hartford. Er studierte am Yale College und danach bis 1990 an der Columbia Law School. Nach seinem Abschluss war er als Anwalt für die Entertainment-Abteilung der Kanzlei Loeb & Loeb in Los Angeles tätig. In seiner Freizeit schrieb er erste Drehbücher. Kurz darauf kündigte er bei der Kanzlei und fokussierte sich ganz auf das Schreiben von Drehbüchern. Er arbeitete ungenannt an einigen Episoden der Larry Sanders Show und schrieb später für Nickelodeon und Disney. Ab Mitte der 1990er Jahre folgten erste Arbeiten als Drehbuchautor für Fernsehserien wie Pete & Pete, 101 Dalmatiner, Pepper Ann, Hercules, For Your Love und Jesse.
Ab 1999 fungierte Hemingson zunehmen auch als Co-Producer oder Executive Producer verschiedener Serien. Basierend auf Anthony Bourdains Sachbuch Kitchen Confidential schuf Hemingson die gleichnamige Fernsehserie mit Bradley Cooper in der Hauptrolle, die allerdings nach nur einer Staffel wieder abgesetzt wurde. Im Jahr 2019 schuf Hemingson die Actionserie Whiskey Cavalier.
Aus einem nicht realisierten Drehbuch Hemingtons für einen Serien-Pilotfilm, der an einer Schule in Neuengland spielen sollte, entstand schließlich der Stoff für The Holdovers, den Regisseur Alexander Payne 2023 mit Paul Giamatti, Dominic Sessa und Da’Vine Joy Randolph in den Hauptrollen verfilmte. Hemingson fungierte gemeinsam mit Bill Block und Mark Johnson als Produzent des Films. Für sein Drehbuch zu The Holdovers wurde er mit mehreren Preisen ausgezeichnet und für den Oscar nominiert. Im März 2024 wurden Plagiatsvorwürfe gegen Hemingsons Drehbuch bekannt. Laut dem britischen Drehbuchautor Simon Stephenson plagiiere das Drehbuch zu The Holdovers ein von ihm verfasstes Drehbuch mit dem Titel Frisco. Alexander Payne kannte Stephensons Drehbuch zu Frisco bereits seit 2013; Ende 2019 lag es ihm erneut vor.
Hemingson ist seit 1998 mit der ehemaligen Schauspielerin Victoria Morsell verheiratet. Aus der Ehe gingen zwei Söhne hervor.

## Filmografie
Drehbuchautor
- 1995–1996: Pete & Pete (The Adventures of Pete & Pete, Fernsehserie, 2 Episoden)
- 1997–1998: 101 Dalmatiner (101 Dalmatians: The Series, Fernsehserie, 9 Episoden)
- 1997–1999: Pepper Ann (Fernsehserie, 5 Episoden)
- 1998: Hercules (Fernsehserie, 2 Episoden)
- 1998–1999: For Your Love (Fernsehserie, 5 Episoden)
- 1999–2000: Jesse (Fernsehserie, 2 Episoden)
- 1999, 2001: Angela Anaconda (Fernsehserie, 2 Episoden)
- 2000–2003: Just Shoot Me – Redaktion durchgeknipst (Just Shoot Me!, Fernsehserie, 11 Episoden)
- 2004: Cracking Up (Fernsehserie, 1 Episode)
- 2005–2006: Kitchen Confidential (Fernsehserie, 13 Episoden)
- 2005, 2008: American Dad (American Dad!, Fernsehserie, 2 Episoden)
- 2007: How I Met Your Mother (Fernsehserie, 1 Episode)
- 2007: Two Dreadful Children (Fernsehfilm)
- 2007: The Call (Fernsehfilm)
- 2010: The Deep End (Fernsehserie, 3 Episoden)
- 2011: Traffic Light (Fernsehserie, 2 Episoden)
- 2012–2013: Apartment 23 (Don’t Trust the B---- in Apartment 23, Fernsehserie, 2 Episoden)
- 2014: Friends with Better Lives (Fernsehserie, 1 Episode)
- 2015: Black-ish (Fernsehserie, 1 Episode)
- 2016: Uncle Buck (Fernsehserie, 1 Episode)
- 2017: The Catch (Fernsehserie, 1 Episode)
- 2019: Whiskey Cavalier (Fernsehserie, 13 Episoden)
- 2023: The Holdovers

Executive Producer
- 2005–2006: Kitchen Confidential (Fernsehserie, 13 Episoden)
- 2007: Two Dreadful Children (Fernsehfilm)
- 2007: The Call (Fernsehfilm)
- 2010: The Deep End (Fernsehserie, 7 Episoden)
- 2011: Traffic Light (Fernsehserie, 12 Episoden)
- 2012–2013: Apartment 23 (Don’t Trust the B---- in Apartment 23, Fernsehserie, 25 Episoden)
- 2014: Friends with Better Lives (Fernsehserie, 11 Episoden)
- 2016: Chunk & Bean (Fernsehfilm)
- 2019: Whiskey Cavalier (Fernsehserie, 13 Episoden)

Produzent
- 2023: The Holdovers

## Auszeichnungen (Auswahl)
- 2023: Boston Society of Film Critics Award für das beste Originaldrehbuch für The Holdovers[12]
- 2023: National Board of Review Award für das beste Originaldrehbuch für The Holdovers[13]
- 2023: Phoenix Film Critics Society Awards für das beste Originaldrehbuch für The Holdovers[14]
- 2023: North Texas Film Critics Association Award für das beste Drehbuch für The Holdovers[15]
- 2023: Nevada Film Critics Society Award für das beste Originaldrehbuch für The Holdovers[16]